# Aurangabad, Bihar

Stadens och distriktets läge i Bihar.

Aurangabad är en stad i delstaten Bihar i Indien, och är administrativ huvudort för ett distrikt med samma namn. Folkmängden uppgick till 102 244 invånare vid folkräkningen 2011.